# 寺尾常史
寺尾 常史（てらお つねふみ、1963年〈昭和38年〉2月2日 - 2023年〈令和5年〉12月17日）は、鹿児島県姶良郡加治木町 （現在の姶良市）出身（出生地は東京都墨田区）で井筒部屋に所属した大相撲力士。本名は福薗 好文（ふくぞの よしふみ）。得意技は突っ張り、押し、いなし、叩き、下手投げ。最高位は東関脇。身長185cm、体重116kg。
現役時代は、力士としては稀な甘いマスクと筋肉質のソップ体型で女性ファンからの人気と声援が多かった。
引退後は年寄・錣山となり、井筒部屋部屋付き親方を経て、分家独立し、錣山部屋の師匠として指導にあたった。角界での愛称は「土俵の鉄人」、「アビ」、血液型はA型、趣味はパチンコ、音楽鑑賞、ゴルフ。

## 来歴

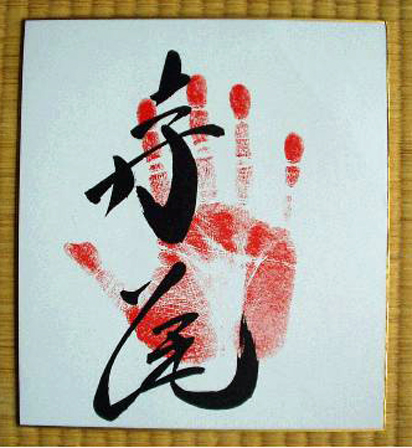
寺尾の手形

### 生い立ち
生まれ育ったのは父・鶴ヶ嶺が住居兼相撲部屋を構えた墨田区であるが、大相撲入り後は父の出身地である鹿児島県を自身の出身地として届け出た。父がいつも大鵬に負けていたため、幼少期は大鵬を倒せるような力士になりたいと夢見ていた。父は厳格な人物であり、その影響で小さいころから父に対しては敬語を使っていたという。実際、父は年寄・13代井筒としても「何かあったら、まず自分の息子から叱る」としていた。
そんな父は息子達に甘くすると弟子に示しが付かないと考えていたようであるが、体罰は滅多に行わなかった。特に寺尾の場合は母が亡くなった直後の入門だったため、父としても寺尾が不憫で体罰はやりにくかったという。母は寺尾曰く「お嬢様育ちなのに、どこか大雑把で豪快だった」とのことで、偶に三越の特選売り場で上下10万円の服を買って来て「こっちは安くても数が欲しいのに（笑）」と寺尾を苦笑させたという。
墨田区立二葉小学校、墨田区立両国中学校を卒業。兄二人とは異なり小・中学校時代は相撲に興味がなかったが、安田学園高校入学後、上級生の嶋津慎司（のち井筒部屋の幕下・紫筒山）に誘われ相撲部に入る。安田学園では控え選手に過ぎなかったが、厳しい稽古を乗り越えて試合で勝つことの爽快感から相撲にのめりこむようになり2年生の時には一日も早く角界入りしたいと思うようになっていた。長兄が次兄の入門の際に強硬に反対したことから角界入りしたいという気持ちをなかなか言い出せないでいた。しかし1979年（昭和54年）5月場所の千秋楽の日、ガンで闘病中であった最愛の母を見舞った後、長兄に突然「お前、学校やめて相撲取りになったらどうだ?」と声を掛けられた。その後、母の通夜の晩に父に入門の意思を伝え、そのまま高校を中退した（母・節子は死ぬ間際に「相撲取りになって」と寺尾に告げていた。寺尾は後年インタビューで「あのお兄ちゃんの言葉は、おふくろの置きみやげだったと思ってるんですよ。きっと俺の気持ちを判っていて、相撲取りにならせてくれたんだな、って」と往時を振り返っている）。

### 入門後
父が師匠を務める井筒部屋へ兄達に続いて入門し、1979年7月場所初土俵。母の旧姓と名前を一字取った「寺尾節男」を四股名とした。1984年（昭和59年）7月場所新十両のとき「源氏山力三郎」と改名する。源氏山の四股名は同部屋に所属した30代横綱・西ノ海が横綱昇進直後の場所まで名乗ったものであり、父自身も憧れの四股名であったことから息子に贈ったものである。この四股名は1場所限りで、翌場所から元の四股名に戻している。1985年（昭和60年）1月場所で12勝3敗の成績で十両優勝し翌場所新入幕。入幕時のインタビューで「名脇役になれればいい。主役にはなれないと思うので」と答えていた。6勝9敗と負け越して陥落するが翌場所も12勝3敗の成績で2度目の十両優勝で1場所で返り咲く。1987年（昭和62年）11月から名を常史（つねふみ）と改める。
入門当初は三段目昇進を目標にするほど、自身を期待薄と見ていた。入門前の高校の相撲部の同期の中でも一番弱く、自分に期待はしていなかった。また、相撲教習所の稽古で北勝海が四股を踏んで両足の周りと顔の下の3点に汗だまりを作っていたのを見て、度肝を抜かれた。体が小さく胃腸も決して強いほうではなかった寺尾は「同期で一番最初にやめるのは自分だろう」と思っていたという。だが相撲部屋の息子が弱いというのは屈辱だと感じ、次第に相撲に真剣に取り組むようになった。寺尾にとって、生まれて初めて夢中になって自分の意志で一生懸命取り組んだのが相撲であった。
初土俵時点で85kgだった体重を100kgまで増やすために大変な努力をしたという。横になると口から食べたものが出る程食べ、夜も食べ物が胃から腸に下りるまで壁に寄りかかり、横になれるのは明け方から数時間程度という生活を約5年続け、1984年（昭和59年）9月場所前に漸く100㎏に到達したという。

### 幕内定着後
長兄の鶴嶺山は十両止まりだったが、次兄の逆鉾は関脇まで昇進していて様々な兄弟記録を残している。1986年（昭和61年）9月場所には同時三賞受賞、1989年（平成元年）3月場所には同時関脇を果たした。また1990年（平成2年）11月場所には千代の富士の横綱土俵入りの太刀持ち・露払いを務めた。
大乃国から1988年1月場所、1989年7月場所、1991年1月場所、と3個の金星を獲得。1989年1月場所、千代の富士から唯一の金星を獲得。1991年11月場所、北勝海に勝ち5個目の金星を獲得するなど活躍。1989年1月場所は1横綱2大関に勝ち殊勲賞、7月場所も1横綱2大関に勝ち技能賞、9月場所は北勝海に勝ち敢闘賞。1991年3月場所11日目に貴花田との相撲一家生まれのサラブレッド対決を行って敗れて以降は自身の目標が「打倒!貴花田」一本になった。1994年3月場所は2大関に勝ち敢闘賞、5月場所も2大関に勝ち殊勲賞。1995年（平成7年）3月場所には、大横綱の貴乃花から初の供給となる金星を獲得した。
1997年（平成9年）3月場所には旭鷲山戦で右足親指を骨折し、途中休場。寺尾の初土俵以来続いた連続出場記録が1359で途切れた。病院へ見舞いに来てくれた八角親方（元横綱・北勝海）からは「お前はいずれ指導者になるだろう。ケガをしないできた人間に、ケガをした人間の気持ちがわかるか?下に落ちて行く奴の気持ちがわかるようになっただけでも、このケガを有り難く思わなければだめだよ」と励まされた。
寺尾は1998年頃から怪我の影響もあるが、衰えが出始めたので35歳から肉体改造を開始した。徐々に効果が出始め1999年3月場所では、貴乃花や若乃花ら横綱と対戦できる地位まで番付を再度上げる。そして1999年11月場所では横綱の武蔵丸に勝ち、36歳で4年ぶり7個目の金星を獲得。30代後半を迎えた寺尾の突っ張りはなお衰えを知らなかったが、力士の大型化が進んだこともあってか2000年（平成12年）7月にはついに十両へ陥落した。周囲からは引退の声も囁かれたが、寺尾は続行を決意。十両陥落が決定的となったこの場所の千秋楽の取組終了後に「皆さん、また来場所お会いしましょう!」と一言残して引き上げた。期待外れだったのか、予想もしていなかったユニークな言葉に、記者たちは唖然としていた。寺尾は家族や周囲の応援、若い衆や付け人の苦労、怪我や病気で志半ばにして廃業・現役死した周囲の力士の無念を考え、簡単には辞められなかった。
翌年3月場所、5場所ぶりに幕内復帰した。38歳での再入幕は年6場所制以降では最年長再入幕となった。その場所で輪島を抜く当時歴代7位の幕内621勝を達成した。しかし、復帰場所では8勝7敗と勝ち越したものの、東前頭9枚目で迎えた翌5月場所では2勝13敗と大幅に負け越し、幕内から再陥落した。

### 現役終盤
再陥落後は昇進のチャンスもあったが、十両上位の星運に泣いた。2002年（平成14年）9月場所、十両11枚目の地位で怪我により3日目から5日目まで途中休場。再出場の6日目に初白星を挙げ、寺尾の最後の相撲となった千秋楽では小城錦に勝利を決めるも5勝8敗2休と負け越し、幕下陥落が必至となり同9月場所限りで現役を引退した。現役最末期の2002年頃には寺尾の後の甥弟子にあたる鶴竜を付け人に採用し、鶴竜もその中で寺尾の突っ張りを見て学んで覚えたという。夫人によると、現役最終場所の2002年9月場所は場所前から歩けないほどのギックリ腰になり、場所中はあらゆる処置を施しても立つのがやっとで、取組が終わると若い衆の肩を借りて引き上げ、トイレも這って行くぐらいであった。夫人は千秋楽の前日に「明日は観に来てほしい」と寺尾に頼まれ、出会って18年で初めていわれた言葉に引退を決意しているのだと察し、夫人も「じゃあ、絶対に勝ってよね」と、本来勝負の世界の厳しさが骨身にしみていたら言えない言葉を敢えて口にした（千秋楽は白星）。

### 引退後
引退後は年寄・錣山を襲名、井筒部屋の部屋付き親方を経て2004年（平成16年）1月、錣山部屋を創設。同部屋からは2022年（令和4年）3月場所までに関脇・阿炎、小結・豊真将、幕内・青狼、十両・彩、王輝を出している。特に大学の相撲部を中途退部してエリートコースから外れた豊真将を猛稽古で三役まで育て上げたのは錣山の功績と言える。
2015年には、既に不整脈で検査入院するなど心臓を悪くしていた。当時、兄の15代井筒は現役時代の猛稽古で心臓に負担がかかり、心臓肥大していたのは間違いないとの見方を示していた。
2017年7月場所は体調面を考慮して審判部を外れ、木戸（入場口）担当を務める。
2017年12月、2018年1月31日に行われる理事候補選挙に時津風一門の意向として鏡山親方を推す動きに異議を唱え、23代湊（元前頭2枚目湊富士）と直弟子の19代立田川（元小結豊真将）と共に一門から離脱した。2月2日の副理事選挙では4人で副理事の3枠を争う中、実兄の14代井筒と異例の兄弟対決となった。結果は14票で落選となり、55歳の誕生日を飾れなかったが「一歩踏み出せた。意味は大きい」と晴れやかな表情だった。その後、7月の相撲協会理事会で全ての親方は5つある一門のうちのいずれかに所属することが決定されたため、二所ノ関一門に加入を申請し9月21日に認められた。
2020年8月6日、弟子の阿炎が7月場所中の不適切行為（相撲協会の新型コロナウイルス対応ガイドライン違反行為）で指導監督責任を問われ、6か月20パーセントの報酬減額となった。一部報道からは騒動の時の対応について「何故弟子の引退を引き止めず処遇を協会に丸投げしたのか」という批判の声が上がった。
2022年11月場所、弟子の阿炎が初となる幕内最高優勝を果たした。錣山部屋からの幕内最高優勝は史上初。阿炎が優勝していた際には、錣山は心臓の病気で入院中で「心臓で入院しているのにバクバクさせるなよ」とうれしそうに話していた。

### 晩年・死去後
錣山は愛弟子の阿炎が初優勝を果たした前後から持病の不整脈の影響などで度々入退院を繰り返しており、令和5年9月場所14日目の2023年9月23日から東京都内の病院で入院生活を送っていたが、2023年12月16日の夕方に不整脈の影響により容態が急変し一報を受けて巡業を切り上げて大阪から帰京した阿炎ら部屋の弟子と家族に看取られ、同年12月17日20時27分、うっ血性心不全のため入院先の病院で死去した。60歳没。寺尾の死去により、福薗三兄弟全員がこの世を去った。福薗三兄弟は2019年9月16日に次兄の好昭、凡そ半年後の2020年3月28日に長兄の好政が相次いで亡くなり、その3年9ケ月後には本人と、わずか4年の間に全員が相次いで亡くなった形となった。
同年12月22日に通夜が、翌23日に告別式が、それぞれ営まれ、告別式には芝田山（62代横綱大乃国）、陸奥（元大関霧島）、高田川（元関脇安芸乃島）、浅香山（元大関魁皇）、藤島（元大関武双山）、鶴竜（71代横綱）ら親方衆、大関霧島、関脇琴ノ若、前頭阿武咲ら当時の現役力士を含む多くの大相撲関係者の他、高田延彦・向井亜紀夫妻、榊原信行（RIZIN代表取締役）など、生前の錣山と親交があった約400人が参列した。戒名は「錣山院優好豊瑛居士（てつざんいんゆうこうほうえいこじ）」。
自身の死後、部屋は部屋付きの19代立田川が師匠代行を務めた後、2024年2月23日に21代錣山を襲名して正式に継承。

### 『婦人公論』2024年6号での妻のインタビュー
『婦人公論』2024年6号では妻のインタビューにより、20代錣山の心臓病との戦いや弔問についてのエピソード、心臓に悪影響を与えたであろう現役時代の苦労が明かされている。
錣山は自分のためにわざわざ周囲にスケジュールを合わせてほしくないことから密葬を希望していたとのこと。錣山の死は多くの仲間が悲しみ、中には稽古場で雑魚寝してまで通夜まで亡き錣山に付きっ切りだった弔問客もいたぐらいであった。
晩年は月に3回も救急搬送されるなど救急車の常連であり、初めて担当した救命士は収縮期60、拡張期40の血圧を見て焦っていたが、錣山の対応にすっかり慣れていた救急車の運転手は「親方はいつもそんな数値だよ」と冷静に言い切っていた。
錣山の心臓は世界の名医達が手術したが最後の入院の際には主治医が海外にいたこともありかかりつけとは別の病院に搬送され、搬送から40日間意識不明であったが妻は意識が戻った錣山の話を聞いて三途の川が見えたのだと苦しい気持ちになった。高度治療室と通常の個室を往復する入院生活で、最後は個室に面会に訪れた妻に「また明日ね」と手を振り、妻が病院を出た2時間後に心停止した。
錣山は若い頃から心臓が悪く、普段の体重が114kgのところ、場所前になると毎日午前3時から4時に無理やりサンドイッチを食べることで120kgから122kgまで増量し、本場所が終わったら心臓への負担を考慮して平常体重に戻していたとのこと。妻は現役時代の力士生活が錣山の心臓に悪影響を及ぼしていたと分析している。

## 家系
西ノ海（25代横綱）の曾孫（養女の養女の子供）、加賀錦（元幕下・本名は寺尾政喜）の孫、鶴ヶ嶺（元関脇）の三男、薩摩錦（元幕下）の従兄の孫。井筒3兄弟と言われ、長男が鶴嶺山（元十両）、次男が逆鉾（元関脇）、三男が寺尾。また、鶴ノ富士智万（元十両）は従弟に当たり、元中日ドラゴンズ選手の井上一樹は再従弟に当たる。長男（夫人と前夫との実子、つまり夫人の連れ子）は俳優の寺尾由布樹、姪（逆鉾の娘）は元宝塚歌劇団娘役の天咲千華。志摩ノ海航洋（元幕内）は義理の甥（天咲の夫）。夫人との間には他に息子が1人いる。
加賀錦は廃業後に国技館サービス株式会社の常務取締役を務めた。その妻・寺尾文子は相撲茶屋「吉可和」（よしかわ、相撲案内所 四番）を経営し、その経営権は寺尾の親族へと引き継がれた。

## エピソード

### 現役時代の取り口
- 軽量で離れて取る取り口が寺尾の醍醐味とされていた。
- 若手時代は回転の速い上突っ張りといなしを武器とし[2]、その敏捷な動きから海外公演で「タイフーン」の通称がついたほどだった。
- 右を差すこともあり、下手投げも強かった。
- 晩年は突っ張りの後、父・兄が得意としていた両差しの相撲を取るようになった他、体力の衰えと技術の円熟に応じて叩き込みで白星を得ることも多くなった。
- 軽量ながら足腰が強く、関取在位中に吊り技（吊り出し・吊り落とし）で喫した黒星は僅か10回だった。
- 一方で、敏捷な動きが裏目に出て、はずみで相手に背を向けてしまい、その体勢のまま送り出しもしくは送り倒しで黒星を喫することも多かった。好角家の漫画家・やくみつるは1992年頃に、当時自身が「VANVAN相撲界」（ベースボール・マガジン社）で連載していた4コマ漫画「おチャンコくらぶ」で「寺尾常史、得意技・送り出され」としてネタにしたことがあった。

### 取組関連
- 1991年3月場所、当時18歳の貴花田と対戦。当時貴花田は中学校卒業直後の初土俵から3年しか経過しておらず、世間一般の（中学浪人も留年もしていない）高校3年生と同じ年齢の相手には負けられないと闘志を燃やした寺尾は、立ち合いから突っ張るも、左上手からの出し投げに続く追撃の押しで敗れた。敗れた寺尾は、土俵下でさがりを叩きつけるなど悔しさを露にした[37]。引退直後の会見で、「今まで一番悔しかった取組」として同取組を挙げ、引退後には「あの悔しさがあったから長く相撲が取れた」と語っていた[2]。
- 1999年、破竹の勢いで上がってきた「20世紀最後の怪物」こと雅山との14歳差対決が話題になった。

### 他の力士との関係
- 同じ昭和38年（1963年）生まれ（但し、学年は寺尾の方が1年上）の「花のサンパチ組」で良きライバルだった、元横綱北勝海・元大関小錦・元関脇琴ヶ梅の引退相撲では、異例とも言える最後の取組相手として指名され、寺尾はそれぞれ3人の力士と土俵に上がり勝負していた。
- 現役最後の場所となった2002年9月場所の12日目、元関脇貴闘力と十両の地位で対戦したが、寺尾に敗れて負け越し幕下陥落が確定的となった貴闘力は、その日限りで現役引退を表明。その取り組み後には、寺尾が土俵上で貴闘力の肩をそっと叩き、互いの労をねぎらうというシーンが見られた。
- 貴乃花は貴花田時代からのライバルであり、十両陥落後も貴乃花との再戦を誓って幕内に戻れるよう奮闘した。引退してからは現役時代の後悔もあってしばらく読書やテレビ鑑賞もままならないほどの抜け殻状態であったが、2003年1月場所中に貴乃花が引退を発表した際にようやく自分も引退したのだと実感できた[14]。

### 交友関係
- プロレスラーの高田延彦との親交が深かった。
  - 寺尾は高田と向井亜紀の結婚にも深く関わった。最初向井の両親は「絶対にプロレスラーとの結婚は許さない」と高田との結婚に猛反対していたが、その高田と当時の寺尾が大の仲良しと知り、両親が同じ鹿児島出身の寺尾の大ファンだったので、一気に結婚を許したという[38]。
  - 前田日明は、2023年12月21日に自らのYouTubeチャンネルにアップロードした動画内で寺尾と高田が仲が良かったことに触れた。角界にも人脈のある北沢幹之の紹介で、UWFの頃に前田・高田・山崎が寺尾・琴ヶ梅・益荒雄と親交を持っていたという[39]。

### マスコミとの関係
- マスコミに対して好意的であり、普段は寡黙ながらユニークな人柄を買われ、テレビのバラエティ番組に度々出演した。
- 日刊スポーツ元相撲担当・井筒靖明は、日刊スポーツ入社1年目の1987年1月に井筒部屋に取材に出掛けた時、入口と間違えて部屋の敷地の適当な扉を開けて寺尾に怒声を浴びせられたが、名前を伝えると「えっ、井筒って本名なの?」と寺尾の表情が一気に緩んだというエピソードを、寺尾の死去の際に明かしつつ当時を懐かしんでいた[40]。

### 趣味・嗜好
- 阪神タイガースファンとして知られ、野球中継のゲストを務めたこともある。
- 鬼滅の刃のファンであり、弟子である峰刃幾叉丸の四股名は同作品から由来している[41]。「鬼滅ファン」を示すエピソードとして、元所属力士である臥牛山のツイート[42]によると錣山部屋のルールでは23時消灯となっているが、鬼滅の刃がアニメ化されてからは放送日限定で「今日は鬼滅の刃が終わるまで起きていい」と自ら決めたルールを変えるほどだった。
- 2021年5月18日の日本相撲協会公式YouTubeの配信に登場した際には、視聴者から「錣山親方の好きなキャラは誰か」という質問に対し、嘴平伊之助に煉獄杏寿郎が好きと答えていた。
- 高所恐怖症で（兄の逆鉾も同様）、飛行機に乗るのも苦手だった。部屋設立後、新弟子集めの移動のために飛行機嫌いを克服して以降は、航空会社のマイレージ集めが趣味になった程とされた。
- 好物は日本酒。好きキャラクターはくまのプーさん。火葬の際、棺には日本酒やくまのプーさんのぬいぐるみが納められた[43]。
- カラオケの十八番は河島英五の「酒と泪と男と女」とし、錣山部屋の師匠だった時期には部屋のイベントで弟子の前で同楽曲を歌唱したこともあった。死去後初めて迎えた本場所（2024年1月場所）の千秋楽終了後の錣山部屋打上げ会では、元小結豊真将（19代立田川）・関脇阿炎をはじめとする弟子たちが師匠を偲び同曲を合唱した。

### 記録
- 現在、関取在位110場所（昭和59年7月〜平成14年9月）は魁皇と安美錦の117場所、旭天鵬115場所に次ぐ史上4位。また幕内在位93場所も魁皇の107場所（平成5年5月、平成5年11月〜平成23年7月）、旭天鵬の99場所、高見山と安美錦の97場所に次ぐ史上5位（寺尾の引退直後は当時史上2位）の記録である。
- 2015年に旭天鵬に破られるまでは最多記録となる通算938敗の記録を持っていたが、これについては生前「むしろ、誇りだよ」「負けが多いのは、それだけ関取で長く取れたということ。若い衆だと、1場所全敗しても7敗だから」と語っていた[44]。

### 四股名について
- 新十両の時に1場所だけ名乗った「源氏山」の四股名であるが、日本相撲協会の番付表と星取表では「氏」の字の3画目の横線の右に（氏ヽ）の様に点が付けられていた。本来はその様な漢字は存在しないので極めて異例である。

### 大相撲中継において
- 舞の海の解説に対しては大抵の親方がいなしたり流したりするが、寺尾は理論で攻めて張り合ったため、このコンビはNHK大相撲中継の名物とされた[45]。

### 相撲論
- 現役時代は横綱を遠い存在と見ており、一度も横綱という地位に就くことを意識することはなかった[46]。
- 捌いて勝つ相撲には「後手に回るから」と批判的であり、立合いから能動的に攻め込む相撲が理想と主張していた[47][48]。

### 親方として
- 「人様から預かった弟子を糖尿病にして帰す訳にはいかない」という考えから、部屋では菓子とジュースを禁止にしていた。見付けたら即刻捨てる徹底ぶりで、ある時は冷蔵庫に10本程度あった炭酸飲料やジュースを流しに捨てては「ジュース弁償してやるから出て来い!」と弟子に名乗り出るように呼び掛けたという[49]。
- 「横綱から序ノ口に至るまでの全力士に期待している」というのが本人の考えで、ある時、外部の要人が「序ノ口なんて客もいないし拍手なんて起きないじゃないか」と口走った際に、当時審判部に入っていた錣山ははっきりと「そりゃあお客さんの数は少ないけれど、序ノ口でも一生懸命いい相撲を取ったらお客さんはすごい声援を送ってくれるんです」と言い返したことがあった[50]。
- 「相撲部屋は家族も同然」という考えから、部屋の中では弟子達を四股名ではなく本名（下の名前）で呼んでいた（例として豊真将紀行は「洋介」、阿炎政虎は「洸助」、王輝嘉助は「一毅」）。
- 錣山部屋の稽古場には、父・鶴ヶ嶺の座右の銘でもあった山本五十六の言葉「男の修行」の額縁が掲げられており、稽古の終了時には全員でこれを唱和する習慣になっていた[51]。「男の修行」の全文は以下の通り。「苦しいこともあるだろう　言いたいこともあるだろう　不満なこともあるだろう　腹の立つこともあるだろう　泣きたいこともあるだろう　これらをじっとこらえていくのが男の修行である」。
- 寺尾の生前、錣山部屋のちゃんこは飲食店かと思われるほどの体制で食料を管理されて作られ、マネージャーや呼出などもちゃんこ作りに参加していた。元パティシエの力士がデザートやフルーツ鍋を作ることもあった[52]。

### その他
- 若手の時にTV番組で共演した松村邦洋は通夜に参列した際に「バラエティーの時でも勝ち負けにこだわるような人でした。野球と大相撲で戦う時も本当に負けず嫌いでした」と寂し気に振り返った[53]
- ファミコンゲームソフトに『寺尾のどすこい大相撲』（ジャレコ、1989年）がある。

## 主な成績
- 通算成績：860勝938敗58休 勝率.478
  - 通算勝利860は歴代10位、通算敗北938は歴代2位
- 幕内成績：626勝753敗16休 勝率.454
  - 幕内敗北753は歴代2位
- 通算出場：1795回（歴代4位）
- 通算連続出場：1359回（歴代9位）
- 現役在位：140場所
- 幕内在位：93場所（歴代5位）
- 幕内出場：1378回（歴代6位）
- 幕内連続出場：1063回（歴代5位）
- 三役在位：13場所（関脇7場所、小結6場所）
- 三賞:7回
  - 殊勲賞：3回（1989年1月場所、1994年5月場所、1995年3月場所）[2]
  - 敢闘賞：3回（1986年9月場所、1989年9月場所、1994年3月場所）[2]
  - 技能賞：1回（1989年7月場所）[2]
- 金星：7個（千代の富士1個、北勝海1個、大乃国3個、貴乃花1個、武蔵丸1個）
- 各段優勝
  - 十両優勝：2回（1985年1月場所、1985年5月場所）

### 場所別成績
| | 一月場所 初場所（東京） | 三月場所 春場所（大阪） | 五月場所 夏場所（東京）  | 七月場所 名古屋場所（愛知） | 九月場所 秋場所（東京） | 十一月場所 九州場所（福岡） |
| --- | ----------------------- | ----------------------- | ------------------------ | --------------------------- | ----------------------- | --------------------------- |
| 1979年 （昭和54年） | x                       | x                       | x                        | 番付外 2–1                  | 東序ノ口34枚目 6–1      | 西序二段80枚目 6–1          |
| 1980年 （昭和55年） | 東序二段19枚目 2–5      | 西序二段42枚目 6–1      | 東三段目77枚目 2–5       | 西序二段7枚目 3–4           | 東序二段21枚目 5–2      | 東三段目68枚目 3–4          |
| 1981年 （昭和56年） | 西三段目79枚目 4–3      | 西三段目58枚目 3–4      | 西三段目69枚目 6–1       | 東三段目20枚目 4–3          | 東三段目8枚目 4–3       | 西幕下55枚目 2–5            |
| 1982年 （昭和57年） | 西三段目14枚目 6–1      | 西幕下37枚目 5–2        | 西幕下19枚目 4–3         | 西幕下16枚目 4–3            | 東幕下12枚目 3–4        | 西幕下18枚目 4–3            |
| 1983年 （昭和58年） | 東幕下11枚目 3–4        | 東幕下20枚目 3–4        | 西幕下34枚目 4–3         | 東幕下23枚目 3–4            | 東幕下31枚目 4–3        | 西幕下22枚目 5–2            |
| 1984年 （昭和59年） | 西幕下10枚目 5–2        | 西幕下4枚目 5–2         | 東幕下筆頭 5–2           | 東十両10枚目 7–8            | 西十両11枚目 8–7        | 西十両8枚目 8–7             |
| 1985年 （昭和60年） | 西十両7枚目 優勝 12–3   | 西前頭14枚目 6–9        | 東十両3枚目 優勝 12–3    | 西前頭12枚目 10–5           | 西前頭2枚目 6–9         | 西前頭5枚目 7–8             |
| 1986年 （昭和61年） | 東前頭7枚目 7–8         | 西前頭9枚目 8–7         | 西前頭4枚目 4–11         | 東前頭12枚目 8–7            | 東前頭8枚目 9–6 敢      | 東前頭筆頭 6–9              |
| 1987年 （昭和62年） | 西前頭4枚目 6–9         | 東前頭7枚目 8–7         | 東前頭2枚目 5–10         | 東前頭5枚目 7–8             | 東前頭6枚目 6–9         | 西前頭9枚目 8–7             |
| 1988年 （昭和63年） | 東前頭3枚目 7–8 ★       | 西前頭3枚目 6–9         | 西前頭6枚目 8–7          | 西前頭筆頭 6–9              | 西前頭4枚目 7–8         | 東前頭6枚目 8–7             |
| 1989年 （平成元年） | 西前頭筆頭 8–7 殊★      | 西関脇 5–10             | 東前頭3枚目 7–8          | 西前頭3枚目 10–5 技★        | 西関脇 8–7 敢           | 西関脇 8–7                  |
| 1990年 （平成2年） | 東張出関脇 7–8          | 西小結 8–7              | 東関脇 7–8               | 西小結 8–7                  | 西関脇 9–6              | 東関脇 5–10                 |
| 1991年 （平成3年） | 東前頭2枚目 8–7 ★       | 西小結 8–7              | 東小結 5–10              | 西前頭3枚目 6–9             | 東前頭7枚目 8–7         | 東前頭4枚目 6–9 ★           |
| 1992年 （平成4年） | 東前頭8枚目 8–7         | 西前頭4枚目 8–7         | 東前頭2枚目 2–13         | 東前頭13枚目 9–6            | 東前頭8枚目 9–6         | 東前頭2枚目 7–8             |
| 1993年 （平成5年） | 東前頭5枚目 6–9         | 西前頭9枚目 8–7         | 東前頭5枚目 5–10         | 東前頭11枚目 8–7            | 西前頭4枚目 6–9         | 西前頭6枚目 7–8             |
| 1994年 （平成6年） | 東前頭8枚目 8–7         | 西前頭2枚目 9–6 敢      | 西小結 8–7 殊            | 西小結 4–11                 | 東前頭3枚目 4–11        | 西前頭9枚目 9–6             |
| 1995年 （平成7年） | 西前頭2枚目 5–10        | 東前頭6枚目 8–7 殊★     | 東前頭筆頭 5–10          | 西前頭5枚目 5–10            | 西前頭9枚目 8–7         | 東前頭3枚目 5–10            |
| 1996年 （平成8年） | 東前頭7枚目 6–9         | 東前頭11枚目 9–6        | 東前頭3枚目 5–10         | 西前頭6枚目 5–10            | 西前頭10枚目 9–6        | 東前頭3枚目 4–11            |
| 1997年 （平成9年） | 西前頭8枚目 8–7         | 東前頭3枚目 2–12–1      | 東前頭13枚目 休場 0–0–15 | 東前頭13枚目 9–6            | 西前頭8枚目 7–8         | 西前頭9枚目 6–9             |
| 1998年 （平成10年） | 西前頭13枚目 9–6        | 東前頭8枚目 5–10        | 西前頭12枚目 9–6         | 東前頭9枚目 4–11            | 東前頭16枚目 9–6        | 西前頭11枚目 8–7            |
| 1999年 （平成11年） | 東前頭7枚目 8–7         | 西前頭3枚目 5–10        | 西前頭7枚目 6–9          | 西前頭11枚目 8–7            | 西前頭7枚目 8–7         | 東前頭4枚目 5–10 ★          |
| 2000年 （平成12年） | 東前頭7枚目 5–10        | 東前頭12枚目 7–8        | 西前頭13枚目 5–10        | 西十両3枚目 6–9             | 東十両6枚目 8–7         | 東十両5枚目 8–7             |
| 2001年 （平成13年） | 西十両2枚目 8–7         | 西前頭12枚目 8–7        | 東前頭9枚目 2–13         | 西十両3枚目 9–6             | 西十両筆頭 7–8          | 西十両2枚目 休場 0–0–15     |
| 2002年 （平成14年） | 西十両2枚目 5–10        | 西十両6枚目 8–7         | 西十両2枚目 2–3–10       | 東十両11枚目 休場 0–0–15    | 東十両11枚目 引退 5–8–2 | x                           |
| 各欄の数字は、「勝ち-負け-休場」を示す。 優勝 引退 休場 十両 幕下 三賞：敢=敢闘賞、殊=殊勲賞、技=技能賞 その他：★=金星 番付階級：幕内 - 十両 - 幕下 - 三段目 - 序二段 - 序ノ口 幕内序列：横綱 - 大関 - 関脇 - 小結 - 前頭（「#数字」は各位内の序列） |                         |                         |                          |                             |                         |                             |

## 幕内対戦成績
| 力士名                | 勝数 | 負数 | 力士名                | 勝数  | 負数 | 力士名       | 勝数  | 負数 | 力士名       | 勝数 | 負数 |
| --------------------- | ---- | ---- | --------------------- | ----- | ---- | ------------ | ----- | ---- | ------------ | ---- | ---- |
| 蒼樹山                | 7    | 6    | 安芸乃島(安芸ノ島)    | 18    | 22   | 曙           | 3     | 14   | 朝潮         | 4    | 7    |
| 朝乃翔                | 7    | 8    | 朝乃若                | 6     | 8    | 旭里         | 0     | 1    | 旭富士       | 2    | 34   |
| 旭豊                  | 6(1) | 3    | 安美錦                | 1     | 1    | 板井         | 6     | 6    | 恵那櫻       | 7    | 4    |
| 皇司                  | 2    | 2    | 大碇                  | 1     | 1    | 巨砲         | 12    | 5    | 大錦         | 3    | 1    |
| 大乃国                | 6    | 12   | 大日ノ出              | 0     | 2    | 小城錦       | 10    | 3    | 小城ノ花     | 7    | 0    |
| 魁皇                  | 2    | 7    | 魁輝                  | 3     | 2    | 海鵬         | 3     | 6    | 春日富士     | 6    | 10   |
| 巌雄                  | 8    | 4    | 北勝鬨                | 10    | 10   | 騏乃嵐       | 2     | 0    | 旭鷲山       | 4    | 7    |
| 旭天鵬                | 3    | 2    | 旭道山                | 7     | 5    | 鬼雷砲       | 1     | 4    | 起利錦       | 5    | 2    |
| 麒麟児                | 7    | 6    | 金開山                | 1     | 3    | 久島海       | 8     | 6    | 蔵間         | 2    | 0    |
| 剣晃                  | 7    | 2    | 高望山                | 7     | 5    | 港龍         | 0     | 1    | 五城楼       | 3    | 5    |
| 琴稲妻                | 9    | 9    | 琴ヶ梅                | 10    | 17   | 琴風         | 1     | 0    | 琴椿         | 2    | 1    |
| 琴錦                  | 9(1) | 20   | 琴ノ若(琴の若･琴乃若) | 10    | 12   | 琴富士       | 6     | 10   | 琴別府       | 1    | 2    |
| 琴龍                  | 8    | 5    | 小錦                  | 10    | 26   | 佐賀昇       | 1     | 0    | 佐田の海     | 9    | 5    |
| 敷島                  | 7    | 8    | 嗣子鵬                | 1     | 0    | 十文字       | 0     | 1    | 大至         | 5    | 3    |
| 太寿山                | 11   | 7    | 大翔鳳                | 4     | 4    | 大翔山       | 5     | 2    | 大善         | 5    | 7    |
| 大徹                  | 5    | 5    | 大飛翔                | 1     | 1    | 貴闘力       | 10    | 21   | 貴ノ浪       | 6    | 17   |
| 貴乃花(貴花田･貴ノ花) | 6    | 22   | 孝乃富士              | 8     | 5    | 隆乃若       | 0     | 1    | 隆三杉       | 17   | 4    |
| 多賀竜                | 8    | 1    | 大刀光                | 0     | 1    | 立洸         | 2     | 0    | 玉海力       | 2    | 2    |
| 玉春日                | 0    | 6    | 玉乃島                | 1     | 1    | 玉龍         | 3     | 3    | 竹葉山       | 1    | 0    |
| 千代大海              | 3(1) | 1    | 千代天山              | 1     | 3    | 千代の富士   | 1     | 16   | 常の山       | 1    | 0    |
| 出島                  | 0    | 3    | 出羽嵐                | 0     | 1    | 出羽の花     | 4     | 3    | 闘牙         | 3    | 6    |
| 時津海                | 6    | 4    | 時津洋                | 3     | 1    | 土佐ノ海     | 2     | 6    | 栃東         | 0    | 2(1) |
| 栃栄                  | 0    | 1    | 栃司                  | 9     | 0    | 栃剣         | 4     | 2    | 栃乃洋       | 2    | 2    |
| 栃乃花                | 1    | 1    | 栃乃和歌              | 17(1) | 21   | 巴富士       | 3     | 3    | 智ノ花       | 3    | 2    |
| 豊ノ海                | 4    | 4    | 浪之花(浪乃花)        | 7     | 5    | 南海龍       | 3     | 1    | 花乃湖       | 1    | 8    |
| 花ノ国                | 6    | 4    | 濵錦                  | 0     | 1    | 濱ノ嶋       | 11    | 10   | 追風海       | 0    | 2    |
| 肥後ノ海              | 8    | 11   | 飛騨乃花              | 2     | 0    | 藤ノ川(服部) | 1     | 5    | 富士乃真     | 6    | 2    |
| 双羽黒(北尾)          | 0    | 7    | 鳳凰                  | 2     | 0    | 北天佑       | 6     | 13   | 北勝海(保志) | 6(1) | 19   |
| 舞の海                | 8    | 10   | 前乃臻                | 1     | 2    | 舛田山       | 1     | 0    | 益荒雄       | 4    | 1    |
| 三杉磯                | 1    | 1    | 三杉里                | 13    | 11   | 水戸泉       | 16(1) | 16   | 湊富士       | 8    | 8    |
| 雅山                  | 0    | 2    | 武蔵丸                | 3     | 14   | 武双山       | 2     | 11   | 大和         | 2    | 1    |
| 燁司                  | 0    | 1    | 力櫻                  | 0     | 2    | 両国         | 10    | 9    | 若嶋津       | 1    | 3    |
| 若翔洋                | 8    | 2    | 若瀬川                | 7     | 4    | 若孜         | 0     | 1    | 若の里       | 2    | 2    |
| 若ノ城                | 4    | 4    | 若乃花(若花田･若ノ花) | 5     | 19   | 和歌乃山     | 0     | 3    |              |      |      |

## 改名歴
- 寺尾 節男（てらお せつお）1979年7月場所 - 1984年5月場所
- 源氏山 力三郎（げんじやま りきさぶろう）1984年7月場所
- 寺尾 節男（てらお せつお）1984年9月場所 - 1987年9月場所
- 寺尾 常史（ - つねふみ）1987年11月場所 - 2002年9月場所

## 年寄変遷
- 錣山 常史（しころやま つねふみ）2002年9月 - 2002年11月
- 錣山 矩幸（ - つねゆき）2002年11月 - 2021年4月
- 錣山 瑛一（ - えいいち）2021年4月 - 2023年12月